# Forsa, Katrineholms kommun

Forsa är ett före detta järnbruk i Östra Vingåkers socken, Katrineholms kommun vid Forsaån, som via sjöarna Lillsjön och Spiksmedjesjön förbinder Tislången med Bjälken.
Forsa gård, som har äldre anor, erhöll 1660 privilegier för ett järnbruk. Storhetstiden inföll under slutet av 1700-talet och början av 1800-talet. På 1820-talet anlades även ett handpappersbruk, vilket 1897 ersattes av ett maskinpappersbruk, som dock lades ned 1906. I början av 1900-talet lades även järnbruket ned, och ersattes av en karosserifabrik.
Vid Forsa gård finns idag herrgårdens huvudbyggnad med två flyglar från mitten av 1700-talet kvar. Vid en bro på landtungan mellan Lillsjön och Spiksmedjesjön ligger Nya Gården, ett putsat hus uppfört 1826 och flera arbetarbostäder varav två små putsade från tidigt 1800-tal. Längst i söder finns två stora flerfamiljshus från sekelskiftet 1900. 